# 안성신문
안성신문은 경기도 안성시의 지역 신문사이다.